# Dawid Migas
Dawid Migas (ur. 11 stycznia 1999 w Kleszczowie) – polski kolarz szosowy i torowy.
Zwyciężając w Memoriale Stanisława Szozdy w 2021 został mistrzem Polski elity w kryterium ulicznym. Jest także medalistą mistrzostw Polski w kolarstwie torowym – stawał na podium między innymi zdobywając brązowe medale w rywalizacji elity w 2019 w madisonie i w 2021 w scratchu.

## Osiągnięcia

### Kolarstwo szosowe
Opracowano na podstawie:
2017
- 2. miejsce w mistrzostwach Polski juniorów (start wspólny)

2021
- 1. miejsce w Memoriale Stanisława Szozdy

## Rankingi

### Kolarstwo szosowe
| Rok             | 2018  |
| --------------- | ----- |
| World Ranking   | 3126. |
| UCI Europe Tour | 2067. |
|                 |       |
| Źródło: UCI     |       |